# Dennis King
Pour les articles homonymes, voir Dennis King (homme politique) et King.
Dennis King  (2 novembre 1897 - 21 mai 1971) est un acteur britannique.

## Biographie
Né à Coventry, Warwickshire, dans les Midlands de l'Ouest (Angleterre), King commença sa carrière à Londres en 1919 avant de devenir une star du théâtre américain des années 1920 et 1930 ; il fit ses débuts à Broadway en 1921 dans la production Clair de Lune; parmi les autres productions où il tiendra le rôle de vedette, notons : Rose Marie (1924), The Three Musketeers (1928), Le Vagabond roi (The Vagabond King) (1930), Show Boat (1932) et I Married an Angel (1938). Il meurt à New York à 73 ans.

## Filmographie partielle
- 1930 : Paramount on Parade, film musical collectif
- 1933 : Fra Diavolo, de Hal Roach et Charley Rogers
- 1959 : Quand la terre brûle (The Miracle) d'irving Rapper et Gordon Douglas
- 1961 : Give Us Barabbas! : Pilate (téléfilm)